# Don Heck
Don Heck (2 januari 1929 – 23 februari 1995) var en amerikansk serietidningstecknare, mest känd för att varit med och skapat Marvel Comics seriefigur Iron Man.